# نادي شيخ جمال دهانموندي
نادي شيخ جمال ذاموندي (بالإنجليزية: Sheikh Jamal Dhanmondi Club)‏ هو نادي رياضي من دكا، بنغلاديش مقره في ذاموندي ثانا. يلعب الفريق في دوري بنغلاديش الممتاز حيث حقق اللقب في موسم 2010–11 ما أهله للمشاركة في كأس رئيس الاتحاد الآسيوي 2012.